# Saint-Julien-sur-Calonne

Saint-Julien-sur-Calonne este o comună în departamentul Calvados, Franța. În 1 ianuarie 2022 avea o populație de 172 de locuitori.